# Pleurocope dasyura
Pleurocope dasyura là một loài chân đều trong họ Pleurocopidae. Loài này được Walker miêu tả khoa học năm 1901.